# PZL M-15 Belphegor
Die M-15 Belphegor ist ein Agrarflugzeug des polnischen Herstellers PZL Mielec.

## Geschichte
Sie wurde ab 1971 als Gemeinschaftsprojekt des RGW unter der Leitung von K. Gocyla entwickelt – hauptsächlich, um die in der Sowjetunion massenhaft eingesetzten An-2 zu ersetzen. Im Ergebnis entstand der einzige Doppeldecker der Luftfahrtgeschichte mit Strahlturbinenantrieb. Für Versuche, den Abgasstrahl des Triebwerks zur Vergrößerung der Streubreite der Chemikalien zu nutzen, wurde an einer modifizierten An-2 („LaLa-1“) ab Juni 1971 der AI-25-Antrieb zusätzlich zum normalen Sternmotor eingebaut und getestet. Das Testmuster flog erstmals am 10. Februar 1972. Ein zweites Experimentalflugzeug zur Erforschung aerodynamischer Gegebenheiten entstand unter Verwendung des M-15-Rumpfes in Kombination mit den Tragflächen und dem Fahrwerk einer An-14. Der Erstflug des als LLM-15 bezeichneten Typs fand am 30. Mai 1973 statt.
Der Erstflug der M-15 Belphegor (1-02) fand am 9. Januar 1974 statt. 1975 entstanden einige Vorserienmuster, die in der Sowjetunion unter Arbeitsbedingungen getestet wurden. Daraufhin wurden noch einige Verbesserungen an den Tragflächen, am Lufteinlauf des Triebwerks und an der Form der Chemikalienbehälter vorgenommen. Zur Verteilung der Chemikalien konnte wahlweise eine Bestäubungs-, Besprühungs- oder Beneblungsanlage installiert werden. Auch in der DDR wurde das Flugzeug am ACZ Damgarten unter Einsatzbedingungen vom 20. April bis zum 3. August 1979 getestet.
Ursprünglich war geplant, von diesem Typ über 3000 Maschinen herzustellen. Neben ihrem Hauptverwendungszweck waren unter anderem auch Feuerlösch-, Fracht- und Passagierflugzeugvarianten, wahlweise auch mit Schwimmer- oder Schneekufenfahrwerk, geplant. Es wurde jedoch ab 1976 nur eine kleine Serie (120 Stück) gebaut, da die Einsatzergebnisse zeigten, dass die Maschinen aufgrund des hohen Kraftstoffverbrauches (460 kg Kerosin pro Stunde) ausgesprochen unwirtschaftlich waren. Der Einsatz blieb dabei im kleinen Rahmen und auf die sowjetische Landwirtschaft beschränkt. So endete die Produktion im Jahre 1981.
Einige wenige Exemplare befinden sich heute in Museen, beispielsweise in Monino (bei Moskau) und in Krakau.

## Technische Daten

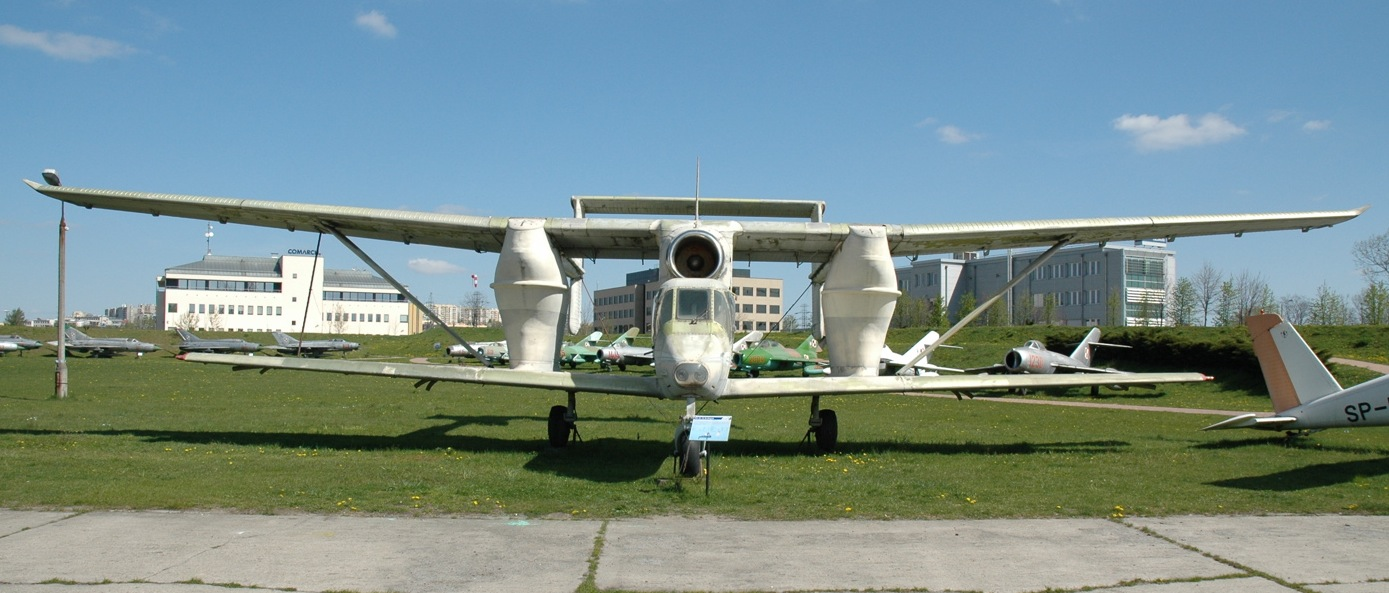
PZL M-15 Belphegor
(Polnisches Luftfahrtmuseum in Krakau)

| Kenngröße                        | Daten                                             |
| -------------------------------- | ------------------------------------------------- |
| Besatzung                        | 1–2 (Pilot, Mechaniker)                           |
| Länge                            | 12,72 m                                           |
| Spannweite                       | oben 22,33 m, unten 16,43 m                       |
| Höhe                             | 5,34 m                                            |
| Flügelfläche                     | 67,50 m²                                          |
| Flächenbelastung                 | maximal 83,7 kp/m²                                |
| Leermasse                        | je nach Sprühanlage 3090–3130 kg                  |
| Startmasse                       | maximal 5750 kg                                   |
| Nutzmasse                        | maximal 2540 kg, davon 2200 kg Chemikalien        |
| Antrieb                          | ein Strahltriebwerk Iwtschenko Al-25              |
| Leistung                         | 15 kN                                             |
| Kraftstoffverbrauch              | 500–550 kg/h                                      |
| Arbeitsgeschwindigkeit           | 140–175 km/h                                      |
| Reisegeschwindigkeit             | maximal 200 km/h                                  |
| Steiggeschwindigkeit             | maximal 5 m/s                                     |
| Reichweite                       | 400 km                                            |
| Start-/Landebahnstrecke          | Beton 260 m, Rasen 330 m/Beton 200 m, Rasen 190 m |
| Volumen des Chemikalienbehälters | 2 × 1450 dm³                                      |
| Arbeitsbreite                    | je nach Sprühanlage 40–70 m                       |